# Haapaselkä
Haapaselkä är en sjö i Finland.   Den ligger i landskapet Södra Savolax, i den södra delen av landet, 240 km nordost om huvudstaden Helsingfors. Haapaselkä ligger 68 meter över havet.